# Destroyer (album, Kiss)
Destroyer je čtvrté studiové album americké skupiny Kiss. Vydáno bylo v roce 1976 a jeho producentem byl Bob Ezrin .Album se 22. dubna 1976 stalo zlatým a 11. listopadu téhož roku dokonce prvním platinovým albem skupiny. Na desce je patrný posun v tvorbě od syrového zvuku předešlých alb.

## Seznam skladeb
| Základní verze | Základní verze               | Základní verze                          | Základní verze  | Základní verze |
| Pořadí         | Název                        | Autor                                   | Hlavní zpěvák   | Délka          |
| -------------- | ---------------------------- | --------------------------------------- | --------------- | -------------- |
| 1.             | Detroit Rock City            | Paul Stanley / Bob Ezrin                | Stanley         | 5:17           |
| 2.             | King Of The Night Time World | Stanley / Fowley / Anthony / Ezrin      | Stanley         | 3:19           |
| 3.             | God of Thunder               | Stanley                                 | Gene Simmons    | 4:13           |
| 4.             | Great Expectations           | Simmons / Ezrin                         | Simmons         | 4:24           |
| 5.             | Flaming Youth                | Ace Frehley / Stanley / Simmons / Ezrin | Stanley         | 2:59           |
| 6.             | Sweet Pain                   | Simmons                                 | Simmons         | 3:20           |
| 7.             | Shout It Out Loud            | Stanley / Simmons / Ezrin               | Stanley/Simmons | 2:49           |
| 8.             | Beth                         | Criss / Penridge / Ezrin                | Peter Criss     | 2:45           |
| 9.             | Do You Love Me?              | Stanley / Fowley / Ezrin                | Stanley         | 3:40           |
| Celková délka: | Celková délka:               | Celková délka:                          | Celková délka:  | 34:27          |

## Sestava
Kiss

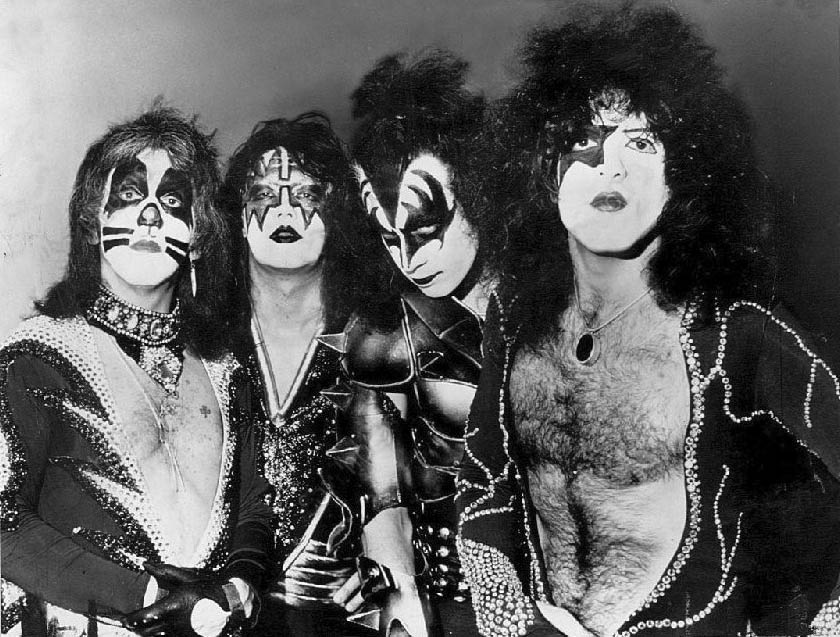
Peter, Ace, Gene a Paul

- Paul Stanley - zpěv, doprovodná kytara
- Gene Simmons - zpěv, baskytara
- Ace Frehley - sólová kytara, doprovodné vokály
- Peter Criss - bicí, perkuse, zpěv

další
- Dick Wagner - kytarové sólo ve "Sweet Pain", akustická kytara v "Beth"
- Brooklyn Boys Chorus - zpěv v "Great Expectations"
- David and Josh Ezrin - hlasy v "God of Thunder"

## Umístění
| Hitparáda        | Umístění | Týdnů v hitparádě |
| ---------------- | -------- | ----------------- |
| Austrálie        | 6        |                   |
| Kanada           | 6        |                   |
| Německo          | 36       |                   |
| Japonsko         | 17       |                   |
| Nový Zéland      | 16       |                   |
| Norsko           | 25       |                   |
| Švédsko          | 4        |                   |
| Švýcarsko        | 13       |                   |
| U.K.             | 22       | 5                 |
| U.S. Popová Alba | 11       | 78                |
| U.S. Catalog     | 4        |                   |
| U.S. Tastemaker  | 3        |                   |

| Hitparáda(1976) | Umístění |
| --------------- | -------- |
| USA             | 31       |
| Kanada          | 1        |
| Německo         | 32       |
| Švédsko         | 16       |
| Austrálie       | 45       |
| Nový Zéland     | 40       |

| Hitparáda(1976) | Umístění |
| --------------- | -------- |
| USA             | 74       |
| Kanada          | 73       |

| Hitparáda(1976) | Umístění |
| --------------- | -------- |
| USA             | 7        |
| Kanada          | 5        |
| Austrálie       | 79       |

| Hitparáda(1976) | Umístění |
| --------------- | -------- |
| Německo         | 4        |